# Josef Schmidbauer (Politiker)
Josef Schmidbauer (* 9. März 1816 in Eben, Gemeinde Thal bei Graz; † 3. Dezember 1886 in Straßgang, Graz) war Realitätenbesitzer, Gastwirt und Abgeordneter zum Österreichischen Abgeordnetenhaus.

## Leben
Josef Schmidbauer war Sohn des Landwirts Georg Schmidbauer († 1860). 1837 erwarb er in Windorf in der Gemeinde Pirka bei Graz einen Grundbesitz und wurde Landwirt. Vor 1866 war er Gastwirt (Kreuzwirt) und Realitätenbesitzer in Straßgang.
Er war vor 1865 Bürgermeister von Pirka und sechs Jahre Bürgermeister von Straßgang.
Er war römisch-katholisch und mehrmals verheiratet. Zunächst, vor 1843, war er mit Maria Töscher († 1846) verheiratet, mit der er einen Sohn und zwei Töchter hatte, die alle jung gestorben sind. 1847 heiratete er Maria Peßl († 1852), mit der er zwei Söhne und eine Tochter hatte. Die Tochter und ein Sohn sind ebenfalls jung gestorben. Im Jahr 1853 heiratete er Zezilia Obenaus († 1855), mit der er auch eine jung verstorbene Tochter hatte. 1859 heiratete er Theresie Offenbacher, mit der er zwei Töchter und 11 Söhne hatte. Beide Töchter und 5 Söhne sind jung verstorben. Laut einer Tageszeitung hatte er sogar 23 Kinder, von denen bis zu seinem Tod nur noch 12 am Leben waren.

## Politische Funktionen
Josef Schmidbauer war vom 7. Oktober 1879 bis zum 23. April 1885 Abgeordneter des Abgeordnetenhauses im Reichsrat (VI. Legislaturperiode) und vertrat dort für das Kronland Steiermark die Kurie Landgemeinden 1 (Graz, Voitsberg, Wildon).

## Klubmitgliedschaften
Josef Schmidbauer war Mitglied im Klub des rechten Zentrums. Ab dem 19. November 1881 war er im katholisch-konservativen Zentrum-Klub.